# Derek Fisher
Derek Lamar Fisher (Little Rock, Arkansas, 9 de agosto de 1974) es un exjugador y entrenador de baloncesto estadounidense, que disputó 18 temporadas en la NBA y consiguió 5 campeonatos. Con 1,85 metros de altura, jugaba en la posición de base. Es hermano del también jugador de baloncesto Duane Washington. Es el segundo jugador con mayor número de partidos de playoffs disputados y el segundo con más victorias en la historia de los Playoffs NBA, tras LeBron James.

## Carrera

### Universidad
Fisher se graduó en 1992 en Parkview Arts and Science Magnet High School en Little Rock, Arkansas para pasar más tarde a la Universidad de Arkansas at Little Rock. Debutó en la temporada 1992-93, con unos promedios buenos para un freshman, de 7.2 puntos, 3.3 rebotes y 3.4 asistencias. En cada una de sus cuatro temporadas en UALR incrementó sus prestaciones tanto en rebotes como en asistencias. Como sophomore, en la 1993-94 mejoró sensiblemente con 10.1 puntos, 3.9 rebotes y 3.6 asistencias, dando el salto de calidad en sus años júnior y sénior. Cuajó su mejor temporada como júnior con 17.7 puntos, 5 rebotes y 4.6 asistencias. En la temporada 1995-96, como sénior, decreció su estadística en puntos con 14.5, sin embargo mejoró tanto en rebotes, 5.2, como en asistencias, 5.2. En esa, su última temporada, fue elegido Jugador del Año en la Sun Belt Conference.
Finalizó su periplo universitario en Arkansas-Little Rock como 2.º anotador histórico con 1.393 (aunque ahora es 3.º), también en asistencias (472) y robos (189). Promedió 12.4 puntos, 4.4 rebotes y 4.2 asistencias en sus 112 encuentros.

### Profesional
Fisher fue elegido por Los Angeles Lakers en el puesto 24 de 1.ª ronda del draft de 1996. En el equipo angelino vivió todos los grandes éxitos de su carrera, allí pasó sus 8 primeras temporadas en la NBA. Desde la campaña 1996-97 hasta la 2003-04. Con Lakers ganó 3 anillos (2000, 2001, 2002) y fue pieza importante en la recta final de su etapa con Los Ángeles. Firmó 3 temporadas con dobles dígitos, y fueron consecutivas. En la temporada 2000-01 promedió 11.5 puntos, 3 rebotes y 4.4 asistencias, en la 2001-02 fueron 11.2 puntos, 2.1 rebotes y 2.6 asistencias, y en la 2002-03, 10.5 puntos, 2.9 rebotes y 3.6 asistencias.

#### El mayor momento de gloria

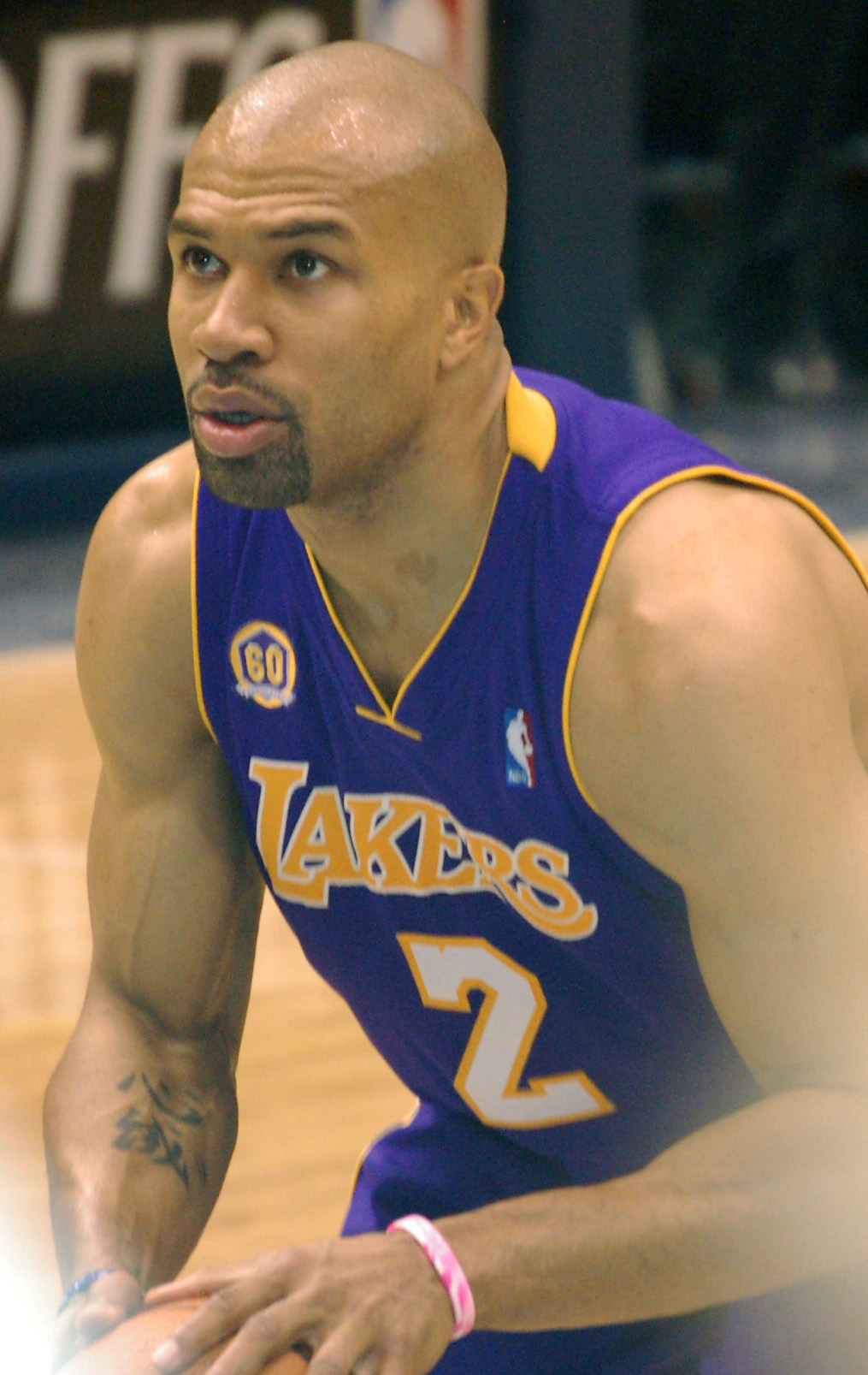
Fisher en 2008, durante su etapa en los Lakers.

Uno de los más reconocidos momentos de la carrera de Fisher fue en el quinto encuentro de las semifinales de conferencia del 2004 contra San Antonio Spurs. La serie iba empatada a 2 y el partido estuvo muy ajustado. Tim Duncan había puesto en ventaja a San Antonio a falta de 0,4 segundos del final del partido. Con la puntuación a 72-73 para los Spurs, los Lakers pidieron tiempo muerto. Cuando continuó el tiempo, Gary Payton pasó el balón a Fisher, quien consiguió recibir, girarse y lanzar con éxito en 0,4 segundos. 
La NBA desestimó la reclamación de los Spurs y los árbitros tuvieron que recurrir al vídeo para establecer que cuando el balón salió de la mano de Fisher todavía no se había consumido el tiempo reglamentario y conceder así, la canasta como válida. El tiro de las 4 décimas le dio a Los Lakers la victoria de las semifinales.
Otro de sus momentos más recordado fue el anillo de 2001, donde marcaron el récord de 15-1 en playoffs.

#### Etapa post-Lakers
Acabada la temporada 2003-04, Fisher se convirtió en agente libre. Pese a que Fisher era un jugador muy valorado en Lakers, con Gary Payton y Karl Malone en el equipo, su protagonismo se había visto reducido. Lakers ofreció un contrato de 15 millones durante 3 años, muy inferior a lo que ofrecía Golden State Warriors, 37 millones en 6 años y muchos más minutos. Aparte de esto, fue clave en la decisión el hecho de que Lakers perdiera a Phil Jackson, Shaquille O'Neal y Karl Malone de cara a la próxima temporada, por lo que las opciones de volver a luchar por el anillo eran mínimas.
El 16 de julio de 2004 Fisher firmó con Golden State Warriors. Esto se produjo solo horas antes de que Kobe Bryant anunciara su renovación con Los Angeles Lakers, de modo que Kobe intentó llamar a Derek para que volviera al equipo pero ya fue demasiado tarde.

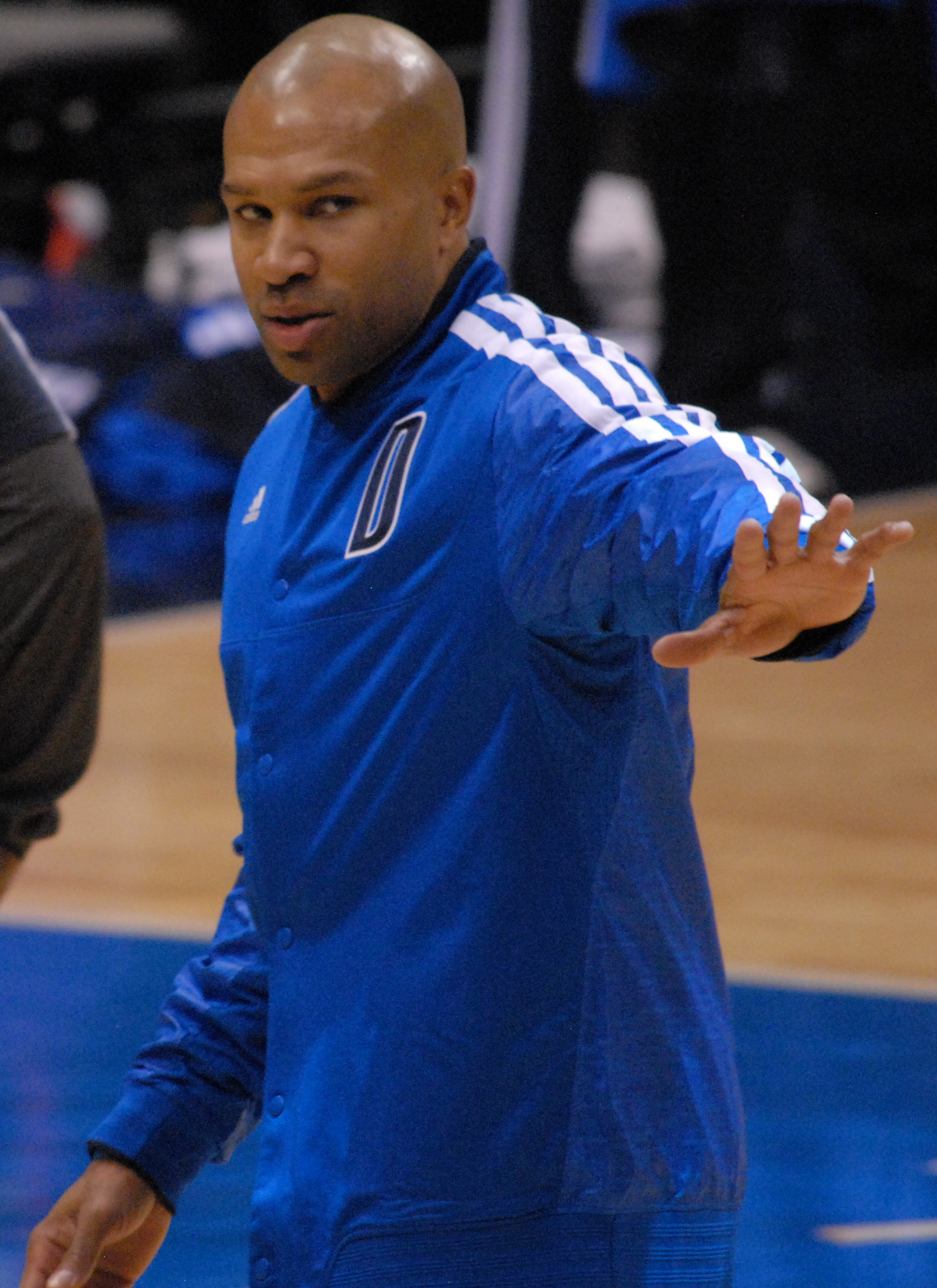
Fisher, con los Mavericks en 2012.

Con los Warriors, Fisher esperaba ser el base titular, pero pronto se hicieron con Baron Davis, que relegó a Derek a la suplencia. Aun así, la temporada de Fisher fue buena, con 11.9 puntos, 2.9 rebotes y 4.1 asistencias. Su segunda temporada en Golden State, la temporada 2005-06, fue la mejor estadísticamente hablando, con 13.6 puntos, 2.6 rebotes y 4.3 asistencias.
Sin embargo, el 12 de julio de 2006 fue incluido en un trade que le mandaba a Utah Jazz a cambio de Devin Brown, Keith McLeod y Andre Owens. Con los Jazz alcanzó las finales de conferencia y gozó de una buena temporada regular con 10.1 puntos, 1.8 rebotes y 3.3 asistencias.
En Utah vivió otra gran experiencia en playoffs, era el segundo partido de las semifinales de conferencia frente a su exequipo, Golden State Warriors. Fisher estuvo la misma mañana del partido en Nueva York, con su hija Tatum de 10 meses y que recibe un tratamiento especial contra el cáncer, pero eso no fue óbice para que por la tarde llegara a Salt Lake City y no solo llegar a tiempo para jugar una prórroga, sino para ser decisivo en el triunfo de su equipo. Fisher olvidó los problemas familiares para conseguir un triple y dos tiros desde la línea de personal que sentenciaron el marcador final. Con 1:06 minutos para que concluyesen los cinco minutos de la prórroga, Fisher anotó el triple que puso un parcial de 123-117 con el que los Jazz rompían el marcador; 19 segundos después sellaba la victoria con dos tiros de personal para el definitivo 127-117 y los Jazz se alzaban con la segunda victoria en la eliminatoria y un 2-0 casi definitivo.
En julio de 2007, Fisher regresó a los Lakers tras tres temporadas lejos del equipo californiano, consiguiendo llegar el primer año a las finales de la NBA, y siendo derrotados por los Boston Celtics, y ser campeón los dos años siguientes, jugando la final contra Orlando Magic y de nuevo en el 2010 contra Boston Celtics.
El 15 de marzo de 2012 fue traspasado a Houston Rockets a cambio de Jordan Hill. Tras ser cortado por los Rockets sin llegar a debutar, ficha por Oklahoma City Thunder el 21 de marzo de 2012.
En diciembre de 2012 es cortado por los Dallas Mavericks a petición del propio jugador, alegando querer estar más cerca de su familia.
El 25 de febrero de 2013 vuelve a la NBA ya con la edad de 38 años, siendo contratado por los Oklahoma City Thunder, dejando atrás un retiro que duró aproximadamente un año.
Se retiró al término de la temporada 2013-14, al igual que Ray Allen.

### Entrenador
El 9 de junio de 2014, los New York Knicks firmaron Derek Fisher como entrenador de los Knicks aceptó un contrato de 5 años y $25 millones. También sería posteriormente dar lugar a su retiro inmediato como un jugador de la NBA.
En febrero de 2016 es destituido por los Knicks, tras un pobre récord de 40-96 (29% de victorias).
En diciembre de 2018 es anunciado como nuevo entrenador de Los Angeles Sparks, de la WNBA. En 2019 debuta como entrenador en la liga femenina y acaba su primera temporada en ella alcanzando las semifinales después de haber quedado terceros durante la temporada regular. Rescinde su contrato con el club de mutuo acuerdo en junio de 2022.
En agosto de 2023, firma como técnico principal del instituto Crespi Carmelite High School de Encino (California).

## Estadísticas de su carrera en la NBA
|  | Indica la temporada en la que fue Campeón de la NBA |

### Temporada regular
| Año     | Equipo        | PJ    | PT  | MPP  | %TC  | %3P  | %TL  | RPP | APP | ROB | TPP | PPP  |
| ------- | ------------- | ----- | --- | ---- | ---- | ---- | ---- | --- | --- | --- | --- | ---- |
| 1996-97 | L.A. Lakers   | 80    | 3   | 11.5 | .397 | .301 | .658 | 1.2 | 1.5 | .5  | .1  | 3.9  |
| 1997-98 | L.A. Lakers   | 82    | 36  | 21.5 | .434 | .383 | .757 | 2.4 | 4.1 | .9  | .1  | 5.8  |
| 1998-99 | L.A. Lakers   | 50    | 21  | 22.6 | .376 | .392 | .759 | 1.8 | 3.9 | 1.2 | .0  | 5.9  |
| 1999-00 | L.A. Lakers   | 78    | 22  | 23.1 | .346 | .313 | .724 | 1.8 | 2.8 | 1.0 | .0  | 6.3  |
| 2000-01 | L.A. Lakers   | 20    | 20  | 35.5 | .412 | .397 | .806 | 3.0 | 4.4 | 2.0 | .1  | 11.5 |
| 2001-02 | L.A. Lakers   | 70    | 35  | 28.2 | .411 | .413 | .847 | 2.1 | 2.6 | .9  | .1  | 11.2 |
| 2002-03 | L.A. Lakers   | 82    | 82  | 34.5 | .437 | .401 | .800 | 2.9 | 3.6 | 1.1 | .2  | 10.5 |
| 2003-04 | L.A. Lakers   | 82    | 3   | 21.6 | .352 | .291 | .797 | 1.9 | 2.3 | 1.3 | .1  | 7.1  |
| 2004-05 | Golden State  | 74    | 32  | 30.0 | .393 | .371 | .862 | 2.9 | 4.1 | 1.0 | .1  | 11.9 |
| 2005-06 | Golden State  | 82    | 36  | 31.6 | .410 | .397 | .833 | 2.6 | 4.3 | 1.5 | .1  | 13.3 |
| 2006-07 | Utah          | 82    | 61  | 27.9 | .382 | .308 | .853 | 1.8 | 3.3 | 1.0 | .1  | 10.1 |
| 2007-08 | L.A. Lakers   | 82    | 82  | 27.4 | .436 | .406 | .883 | 2.1 | 2.9 | 1.0 | .0  | 11.7 |
| 2008-09 | L.A. Lakers   | 82    | 82  | 29.8 | .424 | .397 | .846 | 2.2 | 3.2 | 1.2 | .1  | 9.9  |
| 2009-10 | L.A. Lakers   | 82    | 82  | 27.2 | .380 | .348 | .856 | 2.1 | 2.5 | 1.1 | .1  | 7.5  |
| 2010-11 | L.A. Lakers   | 82    | 82  | 28.0 | .389 | .396 | .806 | 1.9 | 2.7 | 1.2 | .1  | 6.8  |
| 2011-12 | L.A. Lakers   | 43    | 43  | 25.6 | .383 | .324 | .830 | 2.1 | 3.3 | .9  | .1  | 5.9  |
| 2011-12 | Oklahoma City | 20    | 0   | 20.4 | .343 | .314 | .929 | 1.4 | 1.4 | .6  | .1  | 4.9  |
| 2012-13 | Dallas        | 9     | 9   | 25.4 | .354 | .435 | .913 | 1.7 | 3.6 | .6  | .2  | 8.6  |
| 2012-13 | Oklahoma City | 24    | 0   | 14.4 | .333 | .351 | .933 | .9  | .7  | .6  | .0  | 4.1  |
| 2013-14 | Oklahoma City | 81    | 0   | 17.6 | .391 | .384 | .775 | 1.5 | 1.4 | .9  | .0  | 5.2  |
| Total   | Total         | 1,287 | 731 | 25.4 | .399 | .374 | .817 | 2.1 | 3.0 | 1.1 | .1  | 8.3  |

### Playoffs
| Año   | Equipo        | PJ  | PT  | MPP  | %TC  | %3P  | %TL   | RPP | APP | ROB | TPP | PPP  |
| ----- | ------------- | --- | --- | ---- | ---- | ---- | ----- | --- | --- | --- | --- | ---- |
| 1997  | L.A. Lakers   | 6   | 0   | 5.7  | .273 | .000 | 0.667 | .5  | 1.0 | .2  | .0  | 1.3  |
| 1998  | L.A. Lakers   | 13  | 13  | 21.4 | .397 | .300 | .621  | 1.9 | 3.8 | 1.3 | .0  | 6.0  |
| 1999  | L.A. Lakers   | 8   | 8   | 29.8 | .418 | .345 | .800  | 3.6 | 4.9 | 1.0 | .0  | 9.8  |
| 2000  | L.A. Lakers   | 21  | 0   | 15.3 | .430 | .414 | .760  | 1.0 | 2.0 | .5  | .0  | 4.7  |
| 2001  | L.A. Lakers   | 16  | 16  | 36.0 | .484 | .515 | .765  | 3.8 | 3.0 | 1.3 | .1  | 13.4 |
| 2002  | L.A. Lakers   | 19  | 19  | 34.2 | .357 | .358 | .786  | 3.3 | 2.7 | 1.0 | .0  | 10.2 |
| 2003  | L.A. Lakers   | 12  | 12  | 35.3 | .520 | .617 | .818  | 3.0 | 1.8 | 1.5 | .1  | 12.8 |
| 2004  | L.A. Lakers   | 22  | 0   | 23.0 | .405 | .418 | .657  | 2.5 | 2.2 | .8  | .0  | 7.5  |
| 2007  | Utah          | 16  | 14  | 27.8 | .405 | .375 | .933  | 1.6 | 2.6 | 1.0 | .1  | 9.5  |
| 2008  | L.A. Lakers   | 21  | 21  | 31.6 | .452 | .440 | .836  | 2.2 | 2.5 | 2.0 | .1  | 10.2 |
| 2009  | L.A. Lakers   | 22  | 22  | 28.9 | .394 | .284 | .861  | 2.0 | 2.2 | .9  | .0  | 8.0  |
| 2010  | L.A. Lakers   | 23  | 23  | 32.8 | .448 | .360 | .821  | 2.5 | 2.8 | 1.2 | .0  | 10.3 |
| 2011  | L.A. Lakers   | 10  | 10  | 32.5 | .433 | .412 | .810  | 2.7 | 2.6 | 1.4 | .2  | 8.2  |
| 2012  | Oklahoma City | 20  | 0   | 22.3 | .415 | .375 | 1.000 | 1.6 | 1.3 | .8  | .1  | 6.3  |
| 2013  | Oklahoma City | 11  | 0   | 23.7 | .457 | .471 | .667  | 1.5 | .7  | .6  | .1  | 8.7  |
| 2014  | Oklahoma City | 19  | 0   | 15.7 | .315 | .293 | 1.000 | 1.7 | .8  | .7  | .0  | 3.8  |
| Total | Total         | 259 | 158 | 26.5 | .422 | .399 | .805  | 2.2 | 2.3 | 1.1 | .1  | 8.3  |

## Logros y reconocimientos
Universidad
- Jugador del Año de la Sun Belt (1996)
- 2 veces mejor equipo de la Sun Belt Conference (1995, 1996)

NBA
- 5 veces campeón de la NBA (2000, 2001, 2002, 2009 y 2010)
- Campeón del Shooting Stars (2004, junto a Lisa Leslie y Magic Johnson)
- Magic Johnson Award (2007-08)

### Partidos ganados sobre la bocina
|      | con Los Angeles Lakers       |
|      | con Golden State Warriors    |
| (PO) | Denota un partido de PlayOff |

| Número | Tiro               | Margen | Resultado | Oponente             | Fecha                  |
| ------ | ------------------ | ------ | --------- | -------------------- | ---------------------- |
| 1 (PO) | Tiro en suspensión | -1     | 74-73     | San Antonio Spurs    | 13 de mayo de 2004     |
| 2      | Tiro de tres       | -2     | 117-118   | Milwaukee Bucks      | 25 de marzo de 2005    |
| 3      | Tiro en suspensión | -1     | 87-86     | Los Angeles Clippers | 8 de diciembre de 2010 |